# Iglesia de Cristo (Jerusalén)
La Iglesia de Cristo es una iglesia cristiana anglicana situada en el Barrio Armenio de la Ciudad Vieja de Jerusalén. El edificio en sí es una parte del pequeño recinto justo dentro de la puerta de Jaffa frente a la ciudadela del rey David. Es la más antigua iglesia protestante en el Medio Oriente.
Originalmente llamada la "Iglesia Apostólica Anglicana", fue consagrada como "Iglesia de Cristo", el 21 de enero de 1849 por el obispo Samuel Gobat.